# Marit Larsen
Marit Elisabeth Larsen (ur. 1 lipca 1983 w Lørenskog w Norwegii) jest norweską piosenkarką i autorką tekstów. Międzynarodową popularność zdobyła jako nastolatka w zespole M2M, który tworzyła wraz ze swoją przyjaciółką z dzieciństwa, Marion Raven. W 2006 roku wydała w Norwegii debiutancką solową płytę pt. Under the Surface. W tym samym roku zdobyła nagrodę MTV Europe Music Awards. Dwa lata później ukazał się jej drugi album zatytułowany The Chase.

Latem 2009 po nawiązaniu kontaktu z wytwórnią płytową Sony Music, Marit Larsen wydała album If A Song Could Get Me You na terenie Niemiec, Austrii i Szwajcarii. Na płycie znalazło się 13 piosenek pochodzących z dwóch albumów wydanych w Norwegii. Po sukcesie płyty i promującego ją singla o tym samym tytule (pięć tygodni na 1. miejscu niemieckiej listy najlepiej sprzedających się singli) zapadła decyzja o wydaniu albumu także w innych krajach Europy.
Pod koniec 2011 roku swoją premierę miał album Spark promowany singlem Coming Home. Płyta została wydana w Niemczech i Skandynawii.

## Dyskografia
| Under The Surface           | - Data: 6 marca 2006 - Wydawca: Virgin                      | 3 | —  | —  | — |                                           |
| The Chase                   | - Data: 13 października 2008 - Wydawca: Virgin              | 1 | —  | —  | — |                                           |
| If A Song Could Get Me You  | - Data: 21 sierpnia 2009 - Wydawca: Columbia SevenOne Music | — | 2  | 3  | 7 | - GER: platynowa płyta - AUT: złota płyta |
| Spark                       | - Data: 18 listopada 2011 - Wydawca: Virgin/EMI             | 2 | 36 | 57 | — |                                           |
| When The Morning Comes      | - Data: 20 października 2014 - Wydawca: Warner Music Norway | 1 | 53 | 71 | — |                                           |
| "—" album nie był notowany. |                                                             |   |    |    |   |                                           |

## Nagrody i wyróżnienia
| Rok  | Kategoria         | Tytułem                      | Nagroda          | Nota      | Źródło |
| ---- | ----------------- | ---------------------------- | ---------------- | --------- | ------ |
| 2006 | Årets musikkvideo | "Don't Save Me"              | Spellemannprisen | Laur      | [ 12 ] |
| 2006 | Årets hit         | "Don't Save Me"              | Spellemannprisen | Nominacja | [ 12 ] |
| 2006 | Kivnnelig Artist  | "Don't Save Me"              | Spellemannprisen | Laur      | [ 12 ] |
| 2008 | Årets hit         | "If A Song Could Get Me You" | Spellemannprisen | Nominacja | [ 12 ] |
| 2008 | Kivnnelig Artist  | The Chase                    | Spellemannprisen | Nominacja | [ 12 ] |
| 2011 | Kivnnelig Artist  | Spark                        | Spellemannprisen | Nominacja | [ 12 ] |
| 2011 | Komponist         | Spark                        | Spellemannprisen | Nominacja | [ 12 ] |
| 2014 | Komponist         | When The Morning Comes       | Spellemannprisen | Nominacja | [ 12 ] |
| 2014 | Tekstforfatter    | When The Morning Comes       | Spellemannprisen | Nominacja | [ 12 ] |